# San Sebastiano (Rubens)
San Sebastiano è un dipinto a olio su tela realizzato da Peter Paul Rubens a Roma intorno al 1614 e conservato alla Gemäldegalerie di Berlino.

## Descrizione e storia
Rubens realizzò l'opera nel suo primo periodo romano e la muscolatura del corpo, insieme alle linee sinuose, rivelano lo studio e l'influenza dell'opera di Michelangelo, unita al manierismo fiammingo.
Nel 1618 Rubens, in una lettera a Sir Dudley Carleton, descriveva le proprie opere che aveva intenzione di vendere, tra cui un "San Sebastiano nudo", probabilmente in dipinto ora conservato a Berlino.